# Amorolfina
L'amorolfina (in latino amorolfinum - nella fase sperimentale conosciuta anche con la sigla Ro 14-4767/002) è un composto, un derivato morfolinico, caratterizzato da attività antimicotica, sia fungistatica sia fungicida. La struttura chimica di amorolfina è molto diversa da quella di altre sostanze appartenente alla famiglia dei derivati azolici. Il farmaco è venduto in Italia dalla società farmaceutica Galderma con il nome commerciale di Locetar nella forma farmacologica di crema allo 0,25% e di smalto medicato per unghie al 5%, nonché come smalto medicato per unghie con tappo applicatore con il nome commerciale di Onilaq.

## Farmacodinamica
Amorolfina agisce alterando la membrana della cellula fungina. Il farmaco inibisce infatti la D14 reduttasi e la D7-D8 isomerasi. Questa azione comporta l'inibizione della sintesi dell'ergosterolo, un componente essenziale per la funzione delle membrane cellulari dei miceti, e l'accumulo nelle membrane cellulari fungine citoplasmatiche di ignosterolo.
Studi in vitro hanno dimostrato un'attività più spiccata verso i dermatofiti e i lieviti, come la Candida.

## Farmacocinetica
Dopo applicazione locale sotto forma di smalto medicato amorolfina penetra rapidamente e diffonde attraverso la struttura dell'unghia eliminando in questo modo i funghi presenti nel letto ungueale. La quantità di farmaco che viene assorbita a seguito della applicazione locale è trascurabile.

## Usi clinici
Amorolfina crema è indicata nella tinea pedis, nella tinea cruris, e nella tinea inguinalis. Trova inoltre applicazione nelle candidosi cutanee e nella pytiriasis versicolor, e ne è stato sperimentato l'utilizzo anche nella candidiasi vaginale. Nella forma farmaceutica di smalto, nelle onicomicosi causate da lieviti, muffe e dermatofiti.

## Dosi terapeutiche
Crema (allo 0.25%)
- 1 applicazione al giorno (durata trattamento 2-3 settimane), occorre continuarla anche dopo guarigione per alcuni giorni

Smalto (allo 5%)
- Infezioni dell'unghia, 1-2 applicazioni alla settimana (il trattamento dura dai 6 ai 12 mesi)

## Controindicazioni
Il farmaco è controindicato in soggetti con ipersensibilità nota al principio attivo oppure a uno qualsiasi degli eccipienti della formulazione farmacologica. Inoltre è bene prestare attenzione ed evitare che la formulazione entri in contatto con l'orecchio. Amorolfina è controindicata in caso di gravidanza e allattamento.

## Effetti collaterali
Fra gli effetti collaterali si riscontrano sensazione di bruciore, eritema, prurito, dermatite da contatto, generalmente localizzati nell'area di applicazione. Sono anche state segnalate decolorazione dell'unghia e fragilità ungueale. Quando si accompagnano manifestazioni più gravi occorre sospendere il trattamento.